# إيفي لويز باور
إيفي لويز باور (بالإنجليزية: Effie Louise Power)‏ هي أمينة مكتبة وكاتبة للأطفال وكاتِبة أمريكية، ولدت في 12 فبراير 1873 في كوناوتفيل في الولايات المتحدة، وتوفيت في 8 أكتوبر 1969.